# Glacera de Planpincieux
La Glacera de Planpincieux (francès: Glacier de Planpincieux, italià: Ghiacciaio di Planpincieux) és una glacera penjada que es troba al vessant sud de les Grandes Jorasses al massís del Mont Blanc dels Alps. Es troba a sobre del llogarret de Planpincieux, Val Ferret, a la Vall d'Aosta. La glacera té una longitud de 2.45 km i cobreix una àrea d'1.327 km², tot elevant-se dels 2.345 als 3.660 metres amb un pendent mitjà del 30°. D'un punt de vista tèrmic, és una glacera temperada.
Durant els darrers anys diverses allaus de gel i col·lapses glacials han tingut lloc que representen una amenaça per a les cases de Planpincieux al fons de la vall. La glacera ha estat monitoritzada d'ençà 2013, tot registrant-se desplaçaments del seu front de 30-50 cm per dia a l'estiu.
Una acceleració de la velocitat de desplaçament (60 cm/dia) de la glacera fou observada el setembre 2019, i els experts van advertir que aproximadament 250.000 metres cúbics de gel podrien caure sobre la Vall Ferret. El 24 de setembre de 2019, el batlle de Courmayeur va ordenar el tancament de les carreteres i una evacuació de la població en l'àrea de risc a sota la glacera.